# Hebius xenura
Espèce
Synonymes
- Tropidonotus xenura Wall, 1907
- Amphiesma xenura (Wall, 1907)

Hebius xenura est une espèce de serpents de la famille des Natricidae. 

## Répartition
Cette espèce est endémique de l’État d'Assam en Inde.

## Description
Dans sa description Wall indique que le spécimen en sa possession a le dos brun noirâtre tacheté de blanchâtre sur les flancs.

## Publication originale
- Wall, 1907 : Some new Asian snakes. Journal of the Bombay Natural History Society, vol. 17, no 3, p. 612-618 (texte intégral).